# Anders Källgård
Anders Källgård, född 16 mars 1958, är en svensk läkare och författare. Han har i sitt författarskap särskilt intresserat sig för öar, och kallar sig för nesofil (vän av öar).

## Biografi
Källgård växte upp i Varberg och hade tidigt ett intresse för språk. Efter studenten började han studera engelska vid universitetet. Han besökte 1980 ön Pitcairn och skrev en uppsats om öns språk som är en blandning av engelska och tahitiska. Efter besöket gav han ut Myteristernas ättlingar 1986. Han återvände till ön 1996, då som läkare, och fick tjänstgöra i sjukvården på ön där närmsta möjlighet till akutvård fanns på många dagars reseavstånd.
Efter denna resa gav han ut På Pitcairn: återbesök i Polynesien (2004), där han beskriver öbornas liv, isoleringen, utsattheten och levnadsvanorna.  Boken ger unika inblickar i ett slutet samhälle där alla är släkt och mycket härstammar från Fletcher Christian och andra myterister från det berömda myteriet på Bounty 1789.
År 2000 fick Källgård syn på en bok om Skottlands alla öar, och bestämde sig för att göra en liknande bok om Sveriges alla öar. Boken Sveriges öar gavs ut 2005 och omfattar alla öar som uppfyller kriterierna att 1) inte ha någon broförbindelse och 2) ha haft en fast bosättning efter 1900. Boken har getts ut i flera upplagor, senast 2022. 
Han har också gett ut en rad andra ö-böcker, se bibliografin. I boken Nära Nauru (2015) beskriver han ön Nauru där exporten av fosfat ledde till snabb utveckling av välfärden och sedan en både ekonomisk och ekologisk kollaps. Källgård ser ön som en metafor av jorden, där mänskligheten prioriterar kortsiktig vinst och materiell välfärd och gör slut på icke-förnybara resurser, och där framtiden för våra efterkommande hotas.